# The Smashing Pumpkins
The Smashing Pumpkins (ou Smashing Pumpkins) é uma banda norte-americana de rock alternativo formada em Chicago no ano de 1987. A banda passou por diversas mudanças de integrantes ao longo do tempo, mas durante a maior parte de sua carreira, assim como na maioria dos créditos em seus álbuns, foram compostos por Billy Corgan (vocais, guitarra), James Iha (guitarra, vocais), D'arcy Wretzky (baixo, vocais) e Jimmy Chamberlin (bateria, percussão).
Menos influenciados pelo punk rock do que outras bandas contemporâneas de rock alternativo, a banda possui uma sonoridade bastante diversa, densa, com uma forte presença de guitarras e com elementos de grunge, heavy metal, shoegazing, dream pop, rock progressivo e música eletrônica. O líder da banda, Billy Corgan, é o principal compositor - suas grandes ambições musicais e letras catárticas moldaram as canções e álbuns da banda, que têm sido descritos como "angustiados, relatos da terra de pesadelos de Billy Corgan."
O Smashing Pumpkins surgiu no mainstream com o seu segundo álbum de estúdio, Siamese Dream, lançado em 1993. A banda construiu a fama deste álbum com uma extensa turnê, e seu sucessor, Mellon Collie and the Infinite Sadness, lançado no ano de 1995, estreou na primeira posição na Billboard. Com aproximadamente 20 milhões de álbuns vendidos apenas nos Estados Unidos e mais de 40 milhões em todo o mundo, o Smashing Pumpkins foi uma das bandas mais aclamadas e de maior sucesso comercial dos anos 1990. De qualquer maneira, brigas internas, uso de drogas e a diminuição das vendas dos álbuns obrigaram a banda a se encerrar no ano de 2000. Em abril de 2006, Billy Corgan anunciou que a banda estava retornando e que iriam gravar um novo álbum. Os membros que retornaram foram Billy Corgan e Jimmy Chamberlin, e eles contrataram os novos membros Jeff Schroeder (guitarra, vocais), Ginger Reyes (baixo, vocais) e Lisa Harriton (teclados, vocais) em 2007 para a turnê de divulgação do álbum Zeitgeist.

## História

### Primeiros anos: 1987–1991
Com dezenove anos, o vocalista e guitarrista Billy Corgan deixou Chicago, sua cidade natal, e se mudou para São Petersburgo, na Flórida com sua banda de rock gótico The Marked. A banda teve sucesso limitado e rapidamente se dissolveu. Corgan retornou a Chicago, e arrumou um emprego em uma loja de discos, onde conheceu o guitarrista James Iha. O ano era 1987. Na ocasião, James Iha fazia parte de uma banda local chamada Snake Train. Desde que sua banda anterior havia acabado, Corgan tinha planos de criar uma nova banda e curiosamente já havia escolhido um nome para ela - "Smashing Pumpkins". Segundo entrevistas alguns anos depois, a então baixista D'arcy Wretzky afirmou que tal nome havia surgido de uma piada sem graça que Corgan costumava contar. Alguns meses após hesitar em aceitar o convite feito por Corgan, James resolveu dar uma chance e iniciar a banda com Billy Corgan. Cheios de enfeites paisley e outros adornos psicodélicos, Billy e James começaram a criar músicas juntos (com a ajuda de uma bateria eletrônica), bastante influenciadas por The Cure e New Order. Ainda em 1987, Corgan e James contaram com a ajuda do baterista Ron Roesing, ex-integrante da antiga banda de Corgan, The Marked, para alguns ensaios. Inicialmente, Billy Corgan era o baixista e James o guitarrista. Roesing chegou a gravar duas faixas com o Smashing Pumpkins, que aparecem na primeira demo da banda, gravada em Março de 1988, intitulada Nothing Ever Changes. Porém, optou por não seguir adiante com a nova banda de Billy Corgan, já que nem era considerado membro e sim um colaborador. Corgan conheceu a baixista D'arcy Wretzky por volta de Maio de 1988 depois de um show da banda Dan Reed Network, onde conversaram sobre os méritos desta banda após o show. Ao saber que Wretzky tocava baixo, Corgan expôs a necessidade da sua banda por um baixista e deu a Wretzky seu número de telefone. Wretzky logo se juntou à banda, tendo um rápido romance com Iha.
A primeira performance dos Smashing Pumpkins foi em 9 de julho de 1988, no bar polonês Chicago 21. Essa performance incluiu somente Corgan, Iha e uma bateria eletrônica. Em 10 de agosto de 1988, a banda tocou pela primeira vez como um trio no Avalon Nightclub. Depois desse show, Joe Shanahan, dono do Cabaret Metro concordou em agendar a banda sob a condição de que eles substituissem a bateria eletrônica por um baterista tocando ao vivo. O baterista de jazz Jimmy Chamberlin foi recrutado pela banda por uma recomendação de um amigo de Corgan que assistira um show do Smashing Pumpkins. Chamberlin era uma combinação pouco provável, uma vez que ele não conhecia nada de rock alternativo na época e era fortemente influenciado por estilos musicais opostos ao que a banda tocava na época. Chamberlin inclusive havia participado de algumas bandas como JP and The Cats. Com essas palavras Corgan se refere ao período, "Estávamos completamente na onda do rock-triste, tipo The Cure. Levou dois ou três ensaios até eu perceber que a força da sua bateria nos permitiria tocar mais pesado do que tínhamos imaginado." Em 5 de outubro de 1988, a banda na sua formação completa tomou o palco pelo primeira vez no Cabaret Metro. Apesar de não ser oficialmente membro da banda no momento, Chamberlin logo seria anunciado como membro oficial e a formação completa com quatro integrantes desse primeiro show no Metro permaneceria inalterada pelos próximos sete anos.
Em 1989, o grupo tinha gravado algumas fitas demos, que apareceram mais tarde no lançamento paralelo Early 1989 Demos. Os Pumpkins fizeram sua primeira aparição em vinil no mesmo ano na compilação Light Into Dark, que contava com várias bandas alternativas de Chicago. Eles lançaram seu primeiro álbum, um single em edição limitada de "I Am One", por uma gravadora local de Chicago, Limited Potential, em 1990. O single vendeu totalmente e eles lançaram outro, "Tristessa", no Sub Pop, e depois fecharam contrato com a gravadora Caroline Records. The Smashing Pumpkins gravou seu álbum de estreia, Gish, em 1991 com o produtor Butch Vig no seu Smart Studios em Madison, Wisconsin, por 20 mil dólares. A fim de ganhar a consistência que queria, Corgan frequentemente regravava algumas linhas de baixo, pois D'arcy ainda não possuía habilidade suficiente para acompanhar os riffs de Corgan. Isto criava tensões na banda. A música fundia guitarras de heavy metal, psicodelia e dream pop, o que garantiu comparações com Jane's Addiction. Gish acabou tendo um sucesso modesto e o single "Rhinoceros" foi um pouco tocado em estações de rádio de rock moderno. Depois de lançar o EP Lull em outubro de 1991 pela Caroline Records, a banda formalmente assinou contrato com a Virgin Records, que era filiada à Caroline. A banda promoveu o álbum com uma turnê que incluiu abertura de shows de outras bandas como Red Hot Chili Peppers, Jane's Addiction e Guns N' Roses. Durante a turnê, Iha e Wretzky passaram por um rompimento desastrado, Chamberlin se viciou em narcóticos e álcool e Corgan mergulhou numa profunda depressão, escrevendo algumas canções para o próximo álbum na garagem em que morava na época.

### Sucesso nomainstream: 1992–1994
Com a ascensão do rock alternativo ao mainstream americano devido à popularidade de bandas grunge como Nirvana e Pearl Jam, The Smashing Pumpkins se estabilizaram com um grande sucesso comercial. Nessa época, e apesar de protestarem, os Pumpkins foram rotineiramente colocados junto ao resto do movimento grunge. Numa entrevista numa noite de Halloween no programa da MTV americana 120 Minutes em 1993, Corgan disse: "Nós nos graduamos de ser chamados 'o próximo Jane's Addiction' para 'o próximo Nirvana', agora somos 'o próximo Pearl Jam'. Não obstante o grupo contribuiu com a canção "Drown" para a trilha-sonora do filme Singles, de 1992, filmado na cena grunge de Seattle.
Corgan disse por ocasião do sucesso do álbum Nevermind do Nirvana em 1991, "Nós sentimos uma grande pressão que se nós não chegássemos com uma gravação que fosse enorme, estávamos acabados. Era simples assim nas nossas cabeças. Sentíamos que nossas vidas dependiam disso." A depressão de Corgan se agravou ao ponto de cogitar o suicídio. Para lidar com a depressão, Corgan trabalhou exageradamente, dizendo que praticamente vivia no estúdio para o álbum seguinte, Siamese Dream, de 1993. O álbum foi gravado no Triclops Sound Studios em Atlanta, Georgia, na sua maior parte entre dezembro de 1992 e março de 1993. A banda morava em Marietta durante as sessões. A decisão de gravar tão longe da sua cidade natal foi motivada parcialmente pelo desejo da banda de evitar amigos locais e distrações durante as gravações, mas também em grande parte como uma tentativa desesperada para desconectar Chamberlin de suas conexões com drogas. Nesse respeito a tentativa falhou, uma vez que Chamberlin rapidamente conseguiu encontrar novas conexões e frequentemente desaparecia sem fazer contato por dias.
O ambiente de gravação era muito difícil, e a banda brigava constantemente. A imprensa musical retratou Corgan como um tirano nas sessões de gravação. Corgan admitiu que havia alguma verdade nas acusações apesar de ele achar que a imprensa não compreendeu bem a situação. Circularam rumores de que ele havia gravado todas as partes de baixo e guitarra sozinho. Nunca foi confirmado exatamente quanto cada membro contribuiu para o álbum. Corgan realmente falou que havia tocado a maioria das partes de guitarra, mas só porque ele conseguia gravar em bem menos tentativas. Em 2007, Corgan finalmente iria esclerecer a natureza dos hábitos de gravação da banda, dizendo que "97% de tudo o que você iria ouvir em qualquer álbum do Smashing Pumpkins é, basicamente, só Billy e Jimmy." No total, levou quatro meses para completar a gravação, com o orçamento excedendo os $250,000. Apesar de todos os problemas na sua gravação, Siamese Dream estreou no número 10 na lista da Billboard charts, e vendeu mais de quatro milhões de cópias somente nos EUA. A MTV fez os vídeos para as canções "Today" e "Disarm" serem bastante mostrados, o que garantiu aos Pumpkins atenção internacional. A canção "Disarm" provocaria alguma polêmica, tendo aliás sido banida do programa Top of the Pops da BBC, por alegadamente promover o aborto.
Ao mesmo tempo em que os Pumpkins tinham sucesso, eles não eram universalmente adorados pela comunidade do rock altenativo. Participantes da cena indie zombavam da banda os chamando de "carreiristas" desde os primeiros anos. A canção da banda de Indie rock Pavement "Range Life", de 1994 se refere à banda com as linhas "I don't understand what they mean/And I could really give a fuck", que tem sido largamente interpretado como um insulto (apesar de Stephen Malkmus, vocalista do Pavement, ter dito que "eu nunca desprezei a música deles. eu apenas desprezei o seu status."). Bob Mould, ex-líder da banda Hüsker Dü os chamou de "os Monkees grunge", e o conterâneo músico/produtor Steve Albini escreveu uma carta mordaz em resposta a um artigo alegiando a banda. Ele afirmou que os Pumpkins não eram mais alternativos do que REO Speedwagon e disse que eles foram criados "por e para o mainstream" e "estilísticamente apropriado à atual cena de festas universitárias, mas em última instância, insignificante". Outros como Courtney Love, da banda Hole (que namorou Corgan antes de se casar com Kurt Cobain), apoiavam abertamente a banda.
Em 1994, a Virgin lançou a compilação de raridades/lado B Pisces Iscariot que superou Siamese Dream alcançando número quatro nas listas da Billboard. Também foi lançada uma fita VHS chamada Vieuphoria contendo um mix de performances ao vivo e cenas de bastidores. Depois de uma extensa turnê para promover os álbuns, incluindo manchetes na turnê Lollapalooza de 1994 e no Reading Festival em 1995, a banda descansou para trabalhar no álbum seguinte.

### Mellon Collie and the Infinite Sadness: 1995–1997
Corgan trabalhou sem parar ao longo do ano seguinte e escreveu, de acordo com declarações em entrevistas, em torno de 50 canções para o álbum seguinte. Após esse período de criatividade concentrada os Pumpkins voltaram ao estúdio com os produtores Flood e Alan Moulder para trabalhar no que Corgan descreveu como "The Wall para a Geração X", uma comparação com o famoso álbum-conceito do Pink Floyd.
O resultado foi Mellon Collie and the Infinite Sadness, um álbum duplo contendo 28 canções com duração de mais de duas horas (a versão em vinil contém três gravações, duas canções extras, e uma listagem de faixas alternativa). A intenção era fazer com que as canções se complementassem conceitualmente como um símbolo do ciclo de vida e morte. Elogiado pela Time como "o trabalho mais ambicioso e bem acabado do grupo até o presente", Mellon Collie estreou no topo na lista da Billboard em outubro de 1995. Ainda mais bem-sucedido que Siamese Dream, foi certificado com Diamante (10× Platina) nos Estados Unidos e se tornou o álbum duplo mais vendido da década. O álbum também ganhou sete nominações para o Grammy de 1997, inclusive Álbum do Ano. A banda ganhou apenas o prêmio de melhor performance de Hard Rock pelo single "Bullet with Butterfly Wings". O álbum deu origem a cinco singles: "Bullet with Butterfly Wings", "1979", "Zero", "Tonight, Tonight" e "Thirty-Three", das quais as três primeiras foram certificadas "ouro" e todas menos "Zero" entraram nas Top 40. Muitas das canções que não entraram no Mellon Collie foram lançadas como lado-B dos singles, e foram eventualmente compiladas na caixa The Aeroplane Flies High. Como um testemunho da popularidade da banda, a Virgin Records originalmente pretendia limitar a edição dessa caixa em 200.000 cópias, mas produziu mais depois que a produção original se esgotou devido à grande demanda.

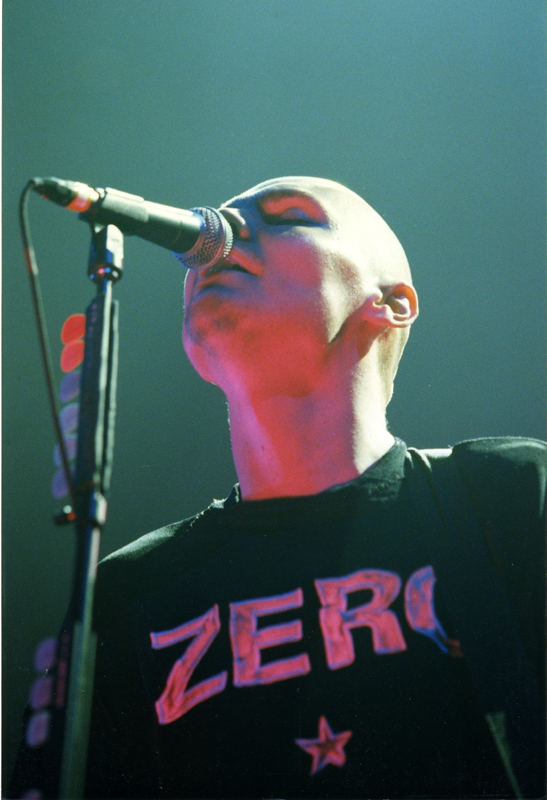
Billy Corgan no palco durante a turnê Mellon Collie, com a cabeça raspada e sua icônica camiseta "Zero".

Em 1996, os Pumpkins embarcaram em uma longa turnê mundial para incentivar Mellon Collie. A aparência de Corgan nesse período - cabeça raspada, uma camisa preta de manga comprida com a palavra "zero" estampada e calças prateadas — se tornou icônica. Nesse ano, a banda também fez uma aparição especial em um episódio dos Simpsons, "Homerpalooza". Com considerável reprodução na MTV, grandes prêmios da indústria e camisetas "zero" vendendo em muitos shoppings, os Pumpkins eram considerados uma das bandas mais populares da época. Mas o ano esteve longe de ser inteiramente positivo para a banda. Em maio, os Smashing Pumpkins tocaram no The Point Theatre em Dublin, na Irlanda. Apesar dos repetidos pedidos da banda para que parassem com o mosh, uma fã de 17 anos chamada Bernadette O'Brien foi esmagada até a morte. O show acabou mais cedo e a performance da noite seguinte em Belfast cancelada em respeito a ela. No entanto, enquanto Corgan dizia que a "época do moshing tinha passado", a banda continuou a requisitar concertos open-floor pelo resto da turnê.
A banda sofreu uma tragédia pessoal na noite de 11 de julho de 1996, quando um tecladista contratado para a turnê, Jonathan Melvoin e Chamberlin se "overdosaram" de heroína em um quarto de hotel em Nova Iorque. Melvoin morreu e Chamberlin foi preso por porte de drogas. Poucos dias depois a banda anunciou que Chamberlin tinha sido demitido como resultado do incidente. Os Pumpkins optaram por encerrar a turnê e contrataram o baterista Matt Walker e o tecladista Dennis Flemion. Mais tarde Corgan disse que sua decisão de continuar com a turnê foi a pior que a banda já tinha feito, prejudicando tanto a sua música quanto sua reputação. No meio tempo a banda concedeu entrevistas desde o lançamento de Mellon Collie afirmando que seria o último álbum convencional dos Pumpkins, e que o rock estava ficando velho e sem graça. James Iha disse no final de 1996: "O futuro está na música eletrônica. Parece realmente entediante só tocar música rock."

### Adore,Machinae o rompimento: 1998–2000
Depois do lançamento de Mellon Collie, os Pumpkins contribuíram várias canções para muitas compilações. Lançada no começo de 1997, a canção "Eye" se apoiava quase que exclusivamente em instrumentos eletrônicos e sinalizou uma drástica mudança em relação ao estilo anterior dos Pumpkins. Nesse período, Corgan disse que sua "ideia [era] reconfigurar o foco e fugir do formato clássico do rock guitarra-baixo-bateria". Mais tarde nesse mesmo ano o grupo contribuiu "The End is the Beginning is the End" para a trilha sonora do filme Batman & Robin. Com Matt Walker na bateria, a canção tinha uma pegada pesada similar à de "Bullet With Butterfly Wings" e mantendo fortes influências eletrônicas. A canção mais tarde ganhou o Grammy de 1998 para Melhor Performance de Hard Rock. Apesar de Corgan anunciar que a canção representava o som que podia ser esperado da banda no futuro, o álbum seguinte da banda apresentou poucas canções baseadas na guitarra.
Gravado após a morte da mãe de Corgan e de seu divórcio, Adore representou uma mudança de estilo significativa, deixando de lado o rock com base na guitarra e excursionando pela eletrônica. O álbum, gravado com ajuda de bateristas de estúdio e baterias eletrônicas, era pleno de uma estética mais sombria do que a maior parte do trabalho anterior da banda. O grupo também modificou sua imagem, deixando o visual desajustado alternativo por uma aparência mais discreta. Apesar de Adore ter recebido críticas favoráveis e de ter sido indicado para Melhor Performance Alternativa no Grammy, o álbum vendeu apenas 830 000 cópias nos Estados Unidos até o final do ano, o que levou a indústria musical a considerá-lo um fracasso. O álbum, no entanto, vendeu três vezes mais fora dos EUA. A banda embarcou numa turnê beneficente na América do Norte para promover Adore. A cada parada da turnê a banda doou 100% da receita com a venda dos ingressos para uma organização de caridade local. Os gastos com a turnê foram inteiramente financiados pelos recursos da banda. Ao fim da turnê, foram doados mais de $2.8 milhões de dólares.
Em 1999, a banda surpreendeu os fãs por se reunir com o agora recuperado Jimmy Chamberlin para uma breve turnê apelidada "The Arising", que mostrava material novo e clássico. A formação não durou muito, uma vez que ao terminar de gravar Machina/The Machines of God, a banda anunciou a saída de Wretzky em setembro. A ex-baixista da Hole Melissa Auf der Maur foi recrutada para a turnê "Sacred and Profane" em apoio ao álbum e apareceu em vídeos acompanhando seu lançamento. Lançado em 2000, Machina foi inicialmente promovido como o retorno dos Pumpkins ao um rock mais tradicional, depois do mais gótico e eletrônico Adore. O álbum estreou na terceira posição da Billboard, mas rapidamente desapareceu e em 2007 tinha apenas recebido certificação ouro. O jornalista musical Jim DeRogatis, que descreveu o álbum como "um dos mais fortes de sua carreira", notou que as vendas paralisadas de Machina em comparação com a ascensão do teen pop na época "parece uma prova concreta de que uma nova onda de jovens fãs de pop estão ignorando completamente o rock alternativo."
Em 23 de maio de 2000, em uma entrevista ao vivo na rádio KROQ-FM de Los Angeles, Billy Corgan anunciou a decisão da banda de romper no final do ano depois de mais um pouco de turnê e gravações. O álbum final da banda antes do rompimento, Machina II/The Friends & Enemies of Modern Music, foi lançado em setembro de 2000 em uma edição limitada em vinil com permissão e instruções para livre distribuição pela Internet pelos fãs. Somente vinte e cinco cópias foram feitas, cada uma numerada e dada a membros e amigos da banda. O álbum, lançado pelo selo Constantinople Records, criado por Corgan, consiste de um LP duplo e três EPs de dez polegadas.  Originalmente a banda pediu à Virgin para oferecer Machina II como um download livre à qualquer pessoa que comprasse Machina. Quando a gravadora negou, Corgan optou por lançar o material independentemente.
Em 2 de dezembro de 2000, The Smashing Pumpkins tocou um concerto de adeus no The Metro, o mesmo club de Chicago onde sua carreira tinha efetivamente começado doze anos antes. O show de quatro horas contou com 35 canções de toda a carreira do grupo e os presentes receberam uma gravação do primeiro concerto da banda no Metro, Live at Cabaret Metro 10-5-88. O single "Untitled" foi lançado comercialmente para coincidir com o show de adeus.

### Pós-rompimento: 2001–2004
Em 2001, a compilação Rotten Apples foi lançada. A versão de dois discos do álbum, lançada em edição limitada, incluía uma coleção de lados-B/raridades chamada Judas Ø. O DVD Greatest Hits Video Collection também foi lançado ao mesmo tempo, que compilava todos os vídeos promocionais desde Gish até Machina junto com material não previamente lançado. Vieuphoria foi lançado em DVD em 2002, assim como o álbum da trilha sonora Earphoria, previamente lançada apenas para estações de rádio em 1994.
Billy Corgan e Jimmy Chamberlin se reuniram em 2001 como membros do próximo projeto de Corgan, o efêmero supergrupo Zwan. Seu único álbum, Mary Star of the Sea, obteve crítica geralmente positiva mas, depois de cancelar algumas aparições em festivais, Corgan anunciou o desmembramento do grupo em 2003 sob circunstâncias obscuras. Em 2001, Corgan também fez turnê como parte do New Order e forneceu vocais para seu álbum de retorno Get Ready. Em junho de 2005, ele lançou um álbum solo, TheFutureEmbrace, que ele descreveu como "recuperando um trabalho ainda não concluído do Smashing Pumpkins". Apesar disso, foi recebido com críticas variadas e vendas decepcionantes. Somente um single, "Walking Shade", foi lançado em apoio ao álbum.
Além de tocar bateria com Zwan, Jimmy Chamberlin também formou uma banda/projeto de rock alternativo/jazz fusion chamado The Jimmy Chamberlin Complex. Eles lançaram um álbum em 2005 chamado Life Begins Again. Corgan forneceu vocais adicionais na faixa "Lokicat". James Iha forneceu guitarras em A Perfect Circle, aparecendo na sua turnê Thirteenth Step e no álbum de 2004, eMOTIVe. Ele também se envolveu com outros atos como o Team Sleep de Chino Moreno e Vanessa and the O's. Ele continua a trabalhar com o seu próprio selo, Scratchie Records. D'arcy Wretzky foi presa em 25 de janeiro de 2000 depois de comprar três sacos de crack, mas depois de completar um programa de educação sobre drogas imposto pelo tribunal, as acusações foram abandonadas. Ela voltou a ser presa por duas vezes em 2011, primeiro por ter deixado de comparecer por quatro vezes para esclarecer a fuga dos cavalos de sua fazenda em Michigan, ficando seis dias na cadeia, e depois por dirigir sob efeito de álcool.
Corgan insistiu durante esse período que a banda não iria retornar, apesar de ele ter anunciado quando Zwan se dissolveu: "Acho que meu coração estava no Smashing Pumpkins [...] Acho que foi ingênuo da minha parte achar que eu iria encontrar algo que significasse tanto para mim." Em 17 de fevereiro de 2004, Corgan colocou uma mensagem amarga no seu blog pessoal chamando Wretzky de "uma viciada maligna" e culpando Iha pelo fim do The Smashing Pumpkins. Em 3 de junho de 2004, ele acrescentou que "a profundidade da minha mágoa [de Iha] só é comparável à profundidade da minha gratidão". Iha respondeu às afirmações de Corgan em 2005, dizendo, "Não, eu não terminei com a banda. A única pessoa que podia ter feito isso é o Billy."

### Reunião: 2005–presente
Em 21 de junho de 2005, o dia do lançamento de seu álbum TheFutureEmbrace, Corgan pôs um anúncio de página inteira no Chicago Tribune e no Chicago Sun-Times para anunciar que ele planejava reunir a banda. "Por mais de um ano," Corgan escreveu, "eu tenho andado por aí com um segredo, um segredo que eu optei por manter. Mas agora eu quero que vocês sejam um dos primeiros a saber que eu tenho feito planos para renovar e reviver os Smashing Pumpkins. Eu quero a minha banda de volta, minhas canções e meus sonhos." Enquanto tocava em várias escolas de bateria pela Europa em setembro de 2005, Jimmy Chamberlin confirmou que uma turnê de reunião estava planejada para começar em fevereiro de 2006, com um novo álbum seguindo possivelmente. Em fevereiro de 2006, a MTV.com escreveu que Corgan e Chamberlin tinham assinado um novo contrato com a Front Line Management, e Melissa Auf der Maur afirmou que os dois estavam trabalhando no material para um novo álbum.
Em 20 de abril de 2006, o site oficial da banda confirmou a reunião dizendo: "É oficial. Os Smashing Pumpkins estão escrevendo novas músicas para o seu próximo álbum, o primeiro desde 1999." O website mais tarde divulgou que o novo álbum seria produzido por Roy Thomas Baker, que produziu vários dos álbuns do Queen, inclusive A Night at the Opera. De acordo com um blog no MySpace postado por Jimmy Chamberlin em 20 de outubro de 2006, eles terminaram o trabalho com Baker e tinham solicitado ajuda do produtor Terry Date, que já havia trabalhado com Deftones, Pantera e Soundgarden.
Corgan e Chamberlin foram verificados com sendo parte da reunião, mas havia dúvidas quanto aos outros membros da banda. Em abril de 2007, Iha e Auf der Maur separadamente confirmaram que não iriam participar da reunião. Chamberlin mais tarde iria dizer que Iha e Wretzky "não queriam fazer parte" da reunião. Os Smashing Pumpkins se apresentaram ao vivo pela primeira vez desde 2000 em 22 de maio de 2007, em Paris. Lá, a banda mostrou seus novos membros de turnê Jeff Schroeder e Ginger Reyes, que assumiram a segunda guitarra e o baixo, respectivamente, junto com Lisa Harriton nos teclados. Naquele mesmo mês, "Tarantula" foi lançada como o primeiro single do próximo álbum da banda. Em 7 de julho, a banda se apresentou no Live Earth em Nova Jersey. O novo álbum da banda, Zeitgeist, foi lançado no mesmo mês pela Reprise Records, entrando na Billboard em segundo lugar.
O grupo lançou um EP de quatro canções American Gothic em janeiro de 2008. O EP foi lançado digitalmente no iTunes nos EUA, e internacionalmente como um CD. Em uma entrevista numa rádio em fevereiro de 2008, Corgan disse que a banda tocaria em lugares menores, com shows dedicados a momentos específicos da música da banda. A banda planejava lançar material de arquivo da sua carreira inteira. Em março o grupo contribuiu com a canção "Superchrist" para uma compilação em CD lançada pelo Guitar Center. Apesar de Corgan e Chamberlin terem continuado a gravar como um duo, Jeff Schroeder deu indicações de que poderia contribuir para gravações futuras. Não mais ligado a uma gravadora, Corgan e Chamberlin compraram um estúdio de gravação em Chicago e começaram a gravar em maio, novamente como um par. A banda planejava lançar um novo single em setembro de 2008.
Em 20 de março de 2009 foi anunciada a saída de Jimmy Chamberlin do grupo, no site oficial da banda. Apesar disso, Billy Corgan entrou em estúdio para gravar novos temas dos Pumpkins. e lançou Teargarden by Kaleidyscope em setembro de 2009. Em junho de 2012 a banda lançou o álbum Oceania.
Em 8 de dezembro de 2014 foi lançado o álbum Monuments To An Elegy.
Em 2016 o baterista original Jimmy Chamberlin retorna à banda.
Em fevereiro de 2018 a banda anunciou uma turnê que reunia 3/4 da formação original do grupo, incluindo além do vocalista Billy Corgan e o baterista Jimmy Chamberlin, o guitarrista James Iha, que não tocava com o Smashing Pumpkins desde sua separação, em 2000. A baixista original, D'arcy Wretzky, acabou ficando de fora. Billy Corgan afirmou ter convidado Wretzky para participar da reunião de várias maneiras, mas de acordo com Corgan, ela nunca deu uma resposta concreta. Wretzky, por sua vez, disse que Corgan nunca teve a intenção de contratá-la em tempo integral e, em vez disso, recrutou Jack Bates, filho de Peter Hook, do New Order, para tocar baixo. Em vez disso, segundo ela, Corgan planejava chamá-la apenas para fazer aparições especiais. Mais tarde, em novembro daquele ano, a banda lançou o álbum Shiny and Oh So Bright, Vol. 1 / LP: No Past. No Future. No Sun.
No dia 27 de novembro de 2020 a banda lança Cyr, seu décimo primeiro álbum de estúdio.
Após Jeff Schroeder anunciar que deixaria a banda em 2023, Kristin "Kiki" Wong foi escalada para o seu lugar, após uma audição com mais de 10 000 integrantes, em março de 2024.
Billy Corgan revelou que já era fã de Wong antes de ela se candidatar ao lugar.

## Estilo musical e influências
A direção da banda é dominada pelo líder, guitarrista e principal compositor Billy Corgan. O jornalista Greg Kot escreveu: "A música [dos Smashing Pumpkins] não seria o que é sem a sua ambição e visão e as suas notavelmente fragmentadas relações com família, amigos e colegas de banda." Melissa Auf der Maur comentou por ocasião da notícia da reunião da banda: "Todo mundo sabe que o Billy não precisa de muita gente pra fazer uma gravação dos Pumpkins além de Jimmy [Chamberlin]—com quem ele já conta." Muitas das letras para os Pumpkins são expressões catárticas de emoção, cheias de poesia pessoal e fortes acusações de si mesmo e daqueles à sua volta. Críticos musicais frequentemente não eram fãs das letras cheias de raiva de Corgan. Jim DeRogatis escreveu em 1993 num artigo do Chicago Sun-Times que as letras de Corgan "pareciam só poesia de adolescente", apesar de ver nas letras dos álbuns posteriores Adore e Machina como um progresso.
A sonoridade distintiva dos Smashing Pumpkins até Adore envolvia sobrepor em camadas várias faixas de guitarras em uma canção durante o processo de gravação, uma tática que o coprodutor Flood, de Mellon Collie and the Infinite Sadness chamou de o "exército de guitarras overdub dos Pumpkins". Houve poucas partes overdubbed em Gish, mas Corgan disse que realmente tinha começado a explorar as possibilidades do overdubbing com Siamese Dream. Corgan afirmou que só a faixa "Soma" contém até 40 partes de guitarra overdubbed. Como Corgan sabia que muitas das suas canções seriam difíceis ou impossíveis de serem replicadas das versões gravados no palco (de fato, algumas canções foram drasticamente alteradas para performances ao vivo), ele explicou o uso de overdubbing colocando a pergunta "quando você se vê na situação de fazer uma representação gravada permanente de uma canção, por que não a dotar com a visão o mais grandiosa possível?" Esse uso de sons em múltiplas camadas foi inspirado pela paixão de Corgan pelas bandas de arena rock dos anos 1970 como Queen, Boston e Electric Light Orchestra, assim como o shoegaze, um estilo britânico de rock alternativo do final dos anos 1980 e começo dos 90 que usava muitas camadas de guitarra com efeitos. O coprodutor de Mellon Collie, Alan Moulder, foi originalmente contratado para mixar Siamese Dream, porque Corgan era um fã do seu trabalho de produção de bandas de shoegaze como My Bloody Valentine, Ride e Slowdive.
Como muitas bandas alternativas contemporâneas, The Smashing Pumpkins utilizou mudanças na dinâmica da música, de quieta para forte e vice versa. O álbum seminal de Hüsker Dü Zen Arcade demonstrou à banda como poderiam colocar material mais suave junto com sons mais agressivos, e Corgan deu a essas mudanças na dinâmica um papel central na sua busca de suas grandes aspirações musicais. Corgan disse que ele gostava da ideia de criar seu próprio universo alternativo através do som que em essência fala ao ouvinte: "Bem-vindo à Terra Pumpkin, esse é o som do Planeta Pumpkin." Essa ênfase na atmosfera foi levada até os álbuns Adore (descrita como "arcane night music" no pré-lançamento) e Machina (álbuns conceituais que contam a história de uma banda de rock fictícia).
Os Pumpkins tiraram inspiração de uma variedade de outros gêneros, alguns fora de moda durante os anos 1990 entre os críticos. Corgan era aberto sobre o seu apreço do heavy metal, citando Dimebag Darrell do Pantera como o seu guitarista contemporâneo favorito. Quando um entrevistador comentou a Corgan e Iha que os "Smashing Pumpkins era um dos grupos que re-legitimizaram o heavy metal" e que eles "estavam entre os primeiros rockeiros alternativos a mencionar gente como Ozzy e Black Sabbath por qualquer outro motivo além de desgosto", Corgan falou sobre a canção Master of Reality do Black Sabbath e Unleashed in the East do Judas Priest. A canção "Zero", que lembrava Iha do Judas Priest, é um exemplo do que a banda apelidou "cybermetal". Bandas pós-punk e de rock gótico como Joy Division/New Order, Bauhaus, The Cure e Depeche Mode foram influências que formaram o senso musical da banda.
Corgan também citou Siouxsie and the Banshees dizendo que era importante para apontar de volta para bandas que os influenciaram. O rock psicodélico também foi frequentemente revisitado nas primeiras gravações da banda. De acordo com Corgan, "Bem à maneira Pumpkins, ninguém naquela época gostava de guitarras barulhentas e música psicodélica então, é claro, isso era exatamente o que tínhamos que fazer." Corgan reconheceu que um acordo chamado de brincadeira de "o acorde Pumpkin" (um G#em oitava no décimo-primeiro traste com o bordão E solto tocado junto), usado na base de "Cherub Rock", "Drown" e outras canções, foi na verdade usado antes por Jimi Hendrix. Outras influências citadas por Corgan incluem Cream, The Stooges e Blue Cheer.
A respeito da influência da banda sobre outros grupos, Greg Kot escreveu em 2001, "Enquanto o Nirvana deu à luz incontáveis mini-Nirvanas, os Pumpkins permanecem uma ilha em si mesmos." Ainda assim, alguns artistas tem citado os Pumpkins como uma influência, como Nelly Furtado e membros do My Chemical Romance. O vocalista do My Chemical Romance, Gerard Way, disse que eles modelam a sua carreira à dos Pumpkins, inclusive a atenção que dão aos seus videoclipes. Os membros da banda conterrânea de Chicago Kill Hannah são amigos de Corgan, e o vocalista Mat Devine comparou o seu grupo aos Pumpkins. O vocalista do Deftones, Chino Moreno, disse numa entrevista que ele é fã de Adore, e que ouviu muito o álbum durante uma turnê e que "Once Upon a Time" "realmente o move". Críticos tem encontrado conexões com o som dos Pumpkins em vários álbuns do Deftones.

## Integrantes

### Membros
- Billy Corgan - vocal e guitarra, baixo e teclado (1987-2000, 2006-atualmente)
- James Iha - guitarra, baixo e backing vocal (e em algumas músicas vocal) (1987-2000, 2018-atualmente)
- Jimmy Chamberlin - bateria (1988-1996, 1999-2000, 2006-2009, 2016-atualmente)
- Kiki Wong - guitarra (2024-atualmente)

### Ex-Membros
- D'arcy Wretzky - baixo e back vocal (1988-1999)
- Jeff Schroeder - guitarra, teclado e backing vocals (2007-2023)
- Melissa Auf der Maur - baixo (1999-2000)
- Mike Byrne - bateria e back vocal (2009-2014)
- Nicole Fiorentino - baixo, teclado e back vocal (2010-2014)

### Membros Contratados
- Jack Bates - baixo (2015-atualmente)
- Katie Cole -  guitarra, teclado e backing vocals (2015-atualmente)
- Jonathan Melvoin (falecido) - teclados (1996)
- Matt Walker - bateria (1996-1997)
- Dennis Flemion (falecido) - teclados (1996)
- Kenny Aronoff - bateria (1998)
- Mike Garson - teclados (1998-2000)
- Chris Holmes - teclados (2000)
- Lisa Harriton - teclados, back vocal (2007-2009)
- Ginger Reyes - baixo, back vocal (2007-2010)
- Mark Tulin (falecido) - baixo (2010)
- Mark Stoermer - baixo  (2010-2015)
- Brad Wilk - bateria, percussão (2010-2015)
- Sierra Swan - baixo (2016-2017)

## Discografia

#### Álbuns de estúdio
- Gish (1991)
- Siamese Dream (1993)
- Mellon Collie and the Infinite Sadness (1995)
- Adore (1998)
- Machina/The Machines of God (2000)
- Machina II/The Friends & Enemies of Modern Music (2000)
- Zeitgeist (2007)
- Oceania (2012)
- Monuments to an Elegy (2014)
- Shiny and Oh So Bright, Vol. 1 / LP: No Past. No Future. No Sun. (2018)
- Cyr (2020)
- Atum: A Rock Opera in Three Acts (2023)
- Aghori Mhori Mei (2024)

## Atuações no Brasil
| Data                   | Local                                                    |
| ---------------------- | -------------------------------------------------------- |
| 21 de Janeiro de 1996  | Estádio do Pacaembu, São Paulo (Hollywood Rock)          |
| 27 de Janeiro de 1996  | Praça da Apoteose, Rio de Janeiro (Hollywood Rock)       |
| 14 de agosto de 1998   | Metropolitan, Rio de Janeiro                             |
| 16 de agosto de 1998   | Olympia, São Paulo                                       |
| 17 de agosto de 1998   | Programa Livre, SBT, São Paulo                           |
| 20 de novembro de 2010 | Playcenter, São Paulo (Planeta Terra Festival)           |
| 25 de março de 2015    | Citibank Hall, Rio de Janeiro                            |
| 27 de março de 2015    | Net Live Brasília, Distrito Federal                      |
| 29 de março de 2015    | Autódromo de Interlagos, São Paulo (Lollapalooza Brasil) |
| 1 de novembro de 2024  | Nilson Nelson, Distrito Federal                          |
| 3 de novembro de 2024  | Espaço Unimed, São Paulo                                 |

## Atuações em Portugal
| 2 de maio de 1996         | Praça de Touros de Cascais                | 16.000 pessoas |                |                |                |
| 2 de junho de 1997        | Festival Imperial ao Vivo no Porto        | 11.000 pessoas |                |                |                |
| 19 de maio de 1998        | Aula Magna de Lisboa                      | 1.500 pessoas  |                |                |                |
| 15 de janeiro de 2000     | Coliseu dos Recreios (Lisboa)             | 2.500 pessoas  |                |                |                |
| 4 de outubro de 2000      | Estádio do Restelo (Lisboa)               | 30.000 pessoas |                |                |                |
| 5 de outubro de 2000      | Coliseu do Porto                          | 3.000 pessoas  |                |                |                |
| 9 de junho de 2007        | Optimus Alive! (Oeiras)                   | 20.000 pessoas |                |                |                |
| 8 e 9 de dezembro de 2011 | Praça de Touros do Campo Pequeno (Lisboa) |                |                |                |                |
| 26 de maio de 2012        | Rock In Rio (Lisboa)                      | 80.000 pessoas | 80.000 pessoas | 80.000 pessoas | 80.000 pessoas |
| 13 de julho de 2013       | Festival Marés Vivas (Vila Nova de Gaia)  | 80.000 pessoas | 80.000 pessoas | 80.000 pessoas | 80.000 pessoas |